# All the Right Reasons Tour
All the Right Reasons Tour – trasa koncertowa kanadyjskiej formacji rockowej Nickelback, promująca piąty studyjny album zespołu „All the Right Reasons”, wydany w październiku 2005 roku. Trasa koncertowa liczyła w sumie 162 występy, została także podzielona na 6 etapów. Jest to pierwsza trasa w której udział brał nowy perkusista grupy Daniel Adair, który zastąpił Ryana Vikedala.
Podczas trasy grupa kilkakrotnie wystąpiła w roli supportu przed grupą Bon Jovi, podczas trasy „Have A Nice Day Tour”, oraz wzięła udział w trasie koncertowej The Rolling Stones „A Bigger Bang Tour”. Podczas koncertu grupy w Sturgis, 8 lipca 2006 roku, został zarejestrowany koncert, który później został wydany na płycie DVD „Live from Sturgis 2006”.
Trasa koncertowa została podzielona na sześć etapów. Pierwszym etapem było zagranie 44 koncertów w Kanadzie oraz Stanach Zjednoczonych. Drugim etapem było zagranie 6 koncertów w Australii. Trzeci etap składał się z 16 koncertów zagranych w Europie w roli supportu Bon Jovi. Następnie grupa powróciła do Stanów, gdzie zagrała 44 koncerty, z tego 8 w roli supportu przed Bon Jovi. 5 etap trasy rozpoczął się 20 lutego 2007 roku, grupa grała w Stanach, grając w sumie 18 koncertów. Ostatni 6 etap zaczął się 28 czerwca, i liczył 38 koncertów zagranych w Kanadzie oraz Stanach. Wraz z grupą występowali: Danko Jones, Hedley, Finger Eleven, Default, State of Shock, oraz w Stanach Staind, Daughtry, Chevelle, Trapt, Hoobastank, Three Days Grace, Breaking Benjamin, Puddle of Mudd oraz Yellowcard. Pod względem ilości zagranych koncertów, „All the Right Reasons Tour” jest najdłuższą trasą w historii grupy.
W roku 2006 zespół Nickelback został laureatem nagrody „Billboard Touring Awards”. Na koncerty zespołu bilety zakupiło ponad 800 000 fanów (od stycznia 2006 roku), co według magazynu „Pollstar” daje szósty najlepszy wynik na całym świecie.

## Setlista
Utwory grane podczas trasy koncertowej:
- „Curb Medley” (Curb, Where?, Sea Groove)
- „Breathe”
- „Leader of Men”
- „Never Again”
- „How You Remind Me”
- „Woke Up This Morning”
- „Too Bad”
- „Flat on the Floor”
- „Someday”
- „Feelin' Way Too Damn Good”
- „Because of You”
- „Figured You Out”
- „Another Hole in the Head”
- „Follow You Home”
- „Photograph”
- „Animals”
- „Savin' Me”
- „Far Away”
- „Next Contestant”
- „Side of a Bullet”
- „If Everyone Cared”
- „Rockstar”
- „Drum Solo” (Daniel Adair)

Covery:
- „Seek & Destroy” (Metallica) (Riff)
- „Saturday Night’s Alright (For Fighting)” (Elton John)
- „We Will Rock You” (Queen)
- „Super Bon Bon” (Soul Coughing)
- „Mistake” (Big Wreck)

## Zespół
Nickelback
- Chad Kroeger – śpiew, gitara rytmiczna
- Ryan Peake – gitara prowadząca, wokal wspierający
- Mike Kroeger – gitara basowa
- Daniel Adair – perkusja, wokal wspierający

Ekipa
- Kevin Zaruk – tour manager
- Chris Wilmot – ochrona
- Chris Louben – ochrona
- Kris Dawsom – techniczny Ryana Peake (ekipa techniczna)
- Andrew Mawhinney – techniczny Daniela Adaira (ekipa techniczna)
- David Ginoish – techniczny Mike Kroegera (ekipa techniczna)
- Tim „Timmy” Dawson – techniczny Chada Kroegera (ekipa techniczna)

## Zarejestrowane albumy
- DVD Live from Sturgis 2006, wydane w roku 2008. Jest to drugie oficjalne koncertowe DVD zespołu. Pierwsze to Live at Home z roku 2002.

## Koncerty

### Ameryka Północna
- I Etap: 17 stycznia – 30 marca 2006
- 01/17/06  Prince George – CN Centre
- 01/19/06  Kelowna – Prospera Centre
- 01/20/06  Vancouver – General Motors Place
- 01/22/06  Edmonton – Rexall Place
- 01/23/06  Calgary – Pengrowth Saddledome
- 01/24/06  Lethbridge, AB – Enmax Centre
- 01/26/06  Saskatoon – Credit Union Centre
- 01/27/06  Regina – Brandt Centre
- 01/28/06  Winnipeg – MTS Centre
- 01/30/06  Duluth – Duluth Entertainment Convention Center
- 01/31/06  Fargo – Fargodome
- 02/02/06  Detroit – State Theatre
- 02/03/06  Madison – Alliant Energy Center
- 02/04/06  Des Moines – Wells Fargo Arena
- 02/06/06  Fort Wayne – Allen County War Memorial Coliseum
- 02/07/06  St. Louis – Savvis Center
- 02/09/06  Wichita – Kansas Coliseum
- 02/10/06  Omaha – Qwest Events Center
- 02/11/06  Peoria – Carver Arena
- 02/13/06  Grand Rapids – Van Andel Arena
- 02/15/06  Toronto – Air Canada Centre
- 02/17/06  Montreal, QU – Centre Bell
- 02/18/06  Ottawa – Scotiabank Place
- 02/20/06  Green Bay – Resch Center
- 03/03/06  Glendale – Glendale Arena
- 03/04/06  El Paso – El Paso County Coliseum
- 03/06/06  Lubbock – United Spirit Arena
- 03/07/06  Oklahoma City – Cox Convention Center
- 03/08/06  Bossier City – CenturyTel Center
- 03/10/06  Corpus Christi – Concrete Street Amphitheatre
- 03/11/06  San Antonio – Freeman Coliseum
- 03/13/06  Tampa – St. Pete Times Forum
- 03/15/06  Hollywood – Hard Rock Casino
- 03/17/06  Duluth – Arena at Gwinnett Center
- 03/18/06  Huntsville – Von Braun Center
- 03/19/06  Evansville – Roberts Municipal Stadium
- 03/21/06  Roanoke – Roanoke Civic Center
- 03/22/06  Columbia – Colonial Center
- 03/23/06  Charlotte – Charlotte Bobcats Arena
- 03/25/06  Louisville – Freedom Hall
- 03/26/06  Charleston – Charleston Civic Center
- 03/28/06  Filadelfia – Wachovia Center
- 03/29/06  Uncasville – Mohegan Sun Arena
- 03/30/06  Manchester – Verizon Wireless Arena

### Australia
- II Etap: 24 kwietnia – 4 maja 2006
- 04/24/06  Perth – Burswood Dome
- 04/26/06  Adelaide – Adelaide Entertainment Centre
- 04/28/06  Melbourne – Rod Laver Arena
- 04/29/06  Sydney – Sydney Superdome
- 05/02/06  Newcastle – Newcastle Entertainment Centre
- 05/04/06  Brisbane – Brisbane Entertainment Centre

### Europa (jako supportBon Jovi)
- III Etap: 13 maja–13 czerwca 2006
- 05/13/06  Düsseldorf – LTU Arena
- 05/15/06  Linz – Linzer Stadion
- 05/17/06  Koblencja – Schloßplatz
- 05/20/06  Dublin – Croke Park
- 05/24/06  Hessisch Lichtenau – Hessentag
- 05/25/06  Nijmegen – Stadion de Goffert
- 05/27/06  Stuttgart – Cannstatter Wasen
- 05/28/06  Monachium – Stadion Olimpijski w Monachium
- 05/30/06  Innsbruck – Tivoli Neu
- 05/31/06  Berno – Stade de Suisse
- 06/03/06  Glasgow – Hampden Park
- 06/04/06  Manchester – City of Manchester Stadium
- 06/05/06  Landgraaf – Pinkpop Festival
- 06/07/06  Coventry – Ricoh Arena
- 06/09/06  Southampton – St Mary’s Stadium
- 06/10/06  Milton Keynes – National Bowl
- 06/11/06  Milton Keynes – National Bowl
- 06/13/06  Kingston upon Hull – KC Stadium

### Ameryka Północna
- IV Etap: 30 czerwca–16 września 2006
- 06/30/06  Cincinnati – U.S. Bank Arena
- 07/02/06  Indianapolis – Conseco Fieldhouse
- 07/03/06  Cleveland – Quicken Loans Arena
- 07/05/06  Milwaukee – Marcus Amphitheatre
- 07/07/06  Columbus – Value City Arena
- 07/08/06  Buffalo – HSBC Arena
- 07/10/06  Albany – Pepsi Arena
- 07/11/06  Portland – Cumberland County Civic Center
- 07/13/06  Montreal, Quebec – Parc Jean-Drapeau (jako support Bon Jovi)
- 07/15/06  Filadelfia – Citizens Bank Park (jako support Bon Jovi)
- 07/18/06  East Rutherford – Giants Stadium (jako support Bon Jovi)
- 07/19/06  East Rutherford – Giants Stadium (jako support Bon Jovi)
- 07/21/06  Chicago – Soldier Field (jako support Bon Jovi)
- 07/22/06  Detroit – Joe Louis Arena
- 07/23/06  Pittsburgh – Heinz Field (jako support Bon Jovi)
- 07/26/06  Columbia – Merriweather Post Pavilion
- 07/27/06  Foxborough – Gillette Stadium (jako support Bon Jovi)
- 07/29/06  East Rutherford – Giants Stadium (jako support Bon Jovi)
- 08/08/06  Sturgis – Rock'n The Rally
- 08/09/06  Denver – Coors Amphitheater
- 08/11/06  Salt Lake City – Delta Center
- 08/12/06  Boise – Idaho Center
- 08/14/06  Reno – Lawlor Events Center
- 08/15/06  Sacramento – ARCO Arena
- 08/17/06  Anaheim – Arrowhead Pond
- 08/18/06  Fresno – Selland Arena
- 08/19/06  Las Vegas – Mandalay Bay Events Center
- 08/22/06  Albuquerque – Tingley Coliseum
- 08/24/06  Wichita Falls – Kay Yeager Coliseum
- 08/25/06  Houston – Toyota Center
- 08/26/06  Dallas – Smirnoff Music Centre
- 08/28/06  Lafayette – Cajundome
- 08/29/06  Tupelo – BancorpSouth Arena
- 08/31/06  Little Rock – Alltel Arena
- 09/01/06  Birmingham – Birmingham Jefferson Civic Complex
- 09/03/06  Raleigh – RBC Center
- 09/05/06  Tallahassee – Leon County Civic Center
- 09/08/06  Knoxville – Thompson-Boling Arena
- 09/09/06  Nashville – Sommet Center
- 09/11/06  Allegan – Allegan Fair
- 09/12/06  Moline – MARK of the Quad Cities
- 09/14/06  Saint Paul – Xcel Energy Center
- 09/15/06  Sioux City – Tyson Events Center
- 09/16/06  Kansas City – Kemper Arena

### 2007 Ameryka Północna
- V Etap: 20 lutego–19 marca 2007
- 02/20/07  Tacoma – Tacoma Dome
- 02/22/07  Spokane – Spokane Arena
- 02/23/07  Portland – Portland Memorial Coliseum
- 02/25/07  Billings – MetraPark Arena
- 02/28/07  Omaha – Qwest Events Center
- 03/01/07  Cedar Rapids – U.S. Cellular Center
- 03/02/07  Rosemont – Allstate Arena
- 03/04/07  University Park – Bryce Jordan Center
- 03/05/07  East Rutherford – Continental Airlines Arena
- 03/07/07  Bridgeport – Arena at Harbor Yard
- 03/09/07  Hampton – Hampton Coliseum
- 03/11/07  Worcester – DCU Center
- 03/12/07  Filadelfia – Wachovia Center
- 03/13/07  Pittsburgh – Peterson Events Center
- 03/15/07  North Charleston – North Charleston Coliseum
- 03/16/07  Duluth – Arena at Gwinnett Center
- 03/18/07  Fort Lauderdale – BankAtlantic Center
- 03/19/07  Orlando – TD Waterhouse Centre

### 2007 Kanada i Ameryka Północna
- VI Etap: 28 czerwca–2 września 2007
- 06/28/07  St. John’s, Newfoundland (Bay Roberts Festival)
- 06/30/07  Charlottetown, PEI – Festival of Lights
- 07/01/07  Halifax Regional Municipality – Citadel Hill (Canada Day)
- 07/04/07  Toronto – Molson Amphitheatre
- 07/05/07  Ottawa – Lynx Stadium
- 07/07/07  Quebec, QU – Festival d'été de Québec
- 07/08/07  Saratoga Springs – Saratoga Performing Arts Center
- 07/10/07  Cleveland – Blossom Music Center
- 07/11/07  Columbia – Merriweather Post Pavilion
- 07/13/07  Boston – Tweeter Center Boston
- 07/14/07  Hershey – Hersheypark Stadium
- 07/16/07  Detroit – Joe Louis Arena
- 07/18/07  Sarnia – Sarnia Bayfest
- 07/20/07  Indianapolis – Verizon Wireless Music Center
- 07/21/07  East Troy – Alpine Valley Music Theatre
- 07/23/07  Minneapolis – Target Center
- 07/24/07  Grand Forks – Alerus Center
- 07/26/07  Calgary – Pengrowth Saddledome
- 07/27/07  Calgary – Pengrowth Saddledome
- 07/30/07  Edmonton – Rexall Place
- 07/31/07  Edmonton – Rexall Place
- 08/06/07  Winnipeg – MTS Centre
- 08/07/07  Saskatoon – Prairieland Park
- 08/09/07  Vancouver – General Motors Place
- 08/10/07  George – Gorge Amphitheater
- 08/13/07  Glendale – Jobing.com Arena
- 08/14/07  Las Cruces – Pan American Center
- 08/16/07  Houston – Cynthia Woods Mitchell Pavilion
- 08/17/07  New Orleans – New Orleans Arena
- 08/19/07  Frisco – Pizza Hut Park
- 08/20/07  Memphis – FedExForum
- 08/21/07  Cincinnati – Riverbend Music Center
- 08/23/07  Holmdel – PNC Bank Arts Center
- 08/25/07  Virginia Beach – Verizon Wireless Virginia Beach Amphitheatre
- 08/26/07  Raleigh – Alltel Pavilion at Walnut Creek
- 08/28/07  Washington – Nissan Pavilion
- 08/31/07  St. Louis – Riverport Amphitheatre
- 09/02/07  Kansas City – Kemper Arena

## Galeria

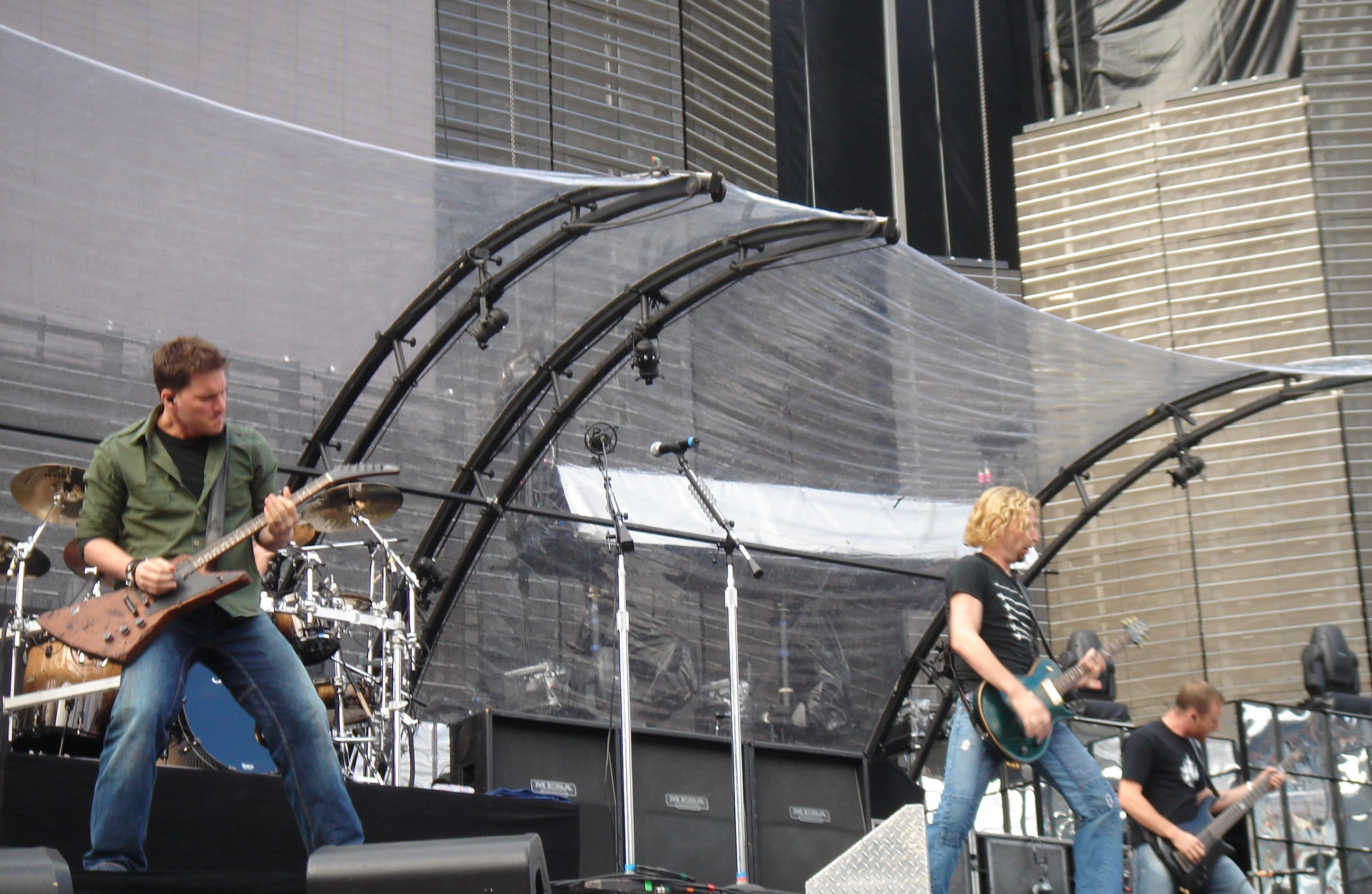
Zespół podczas koncertu w Dublinie w 2006 roku
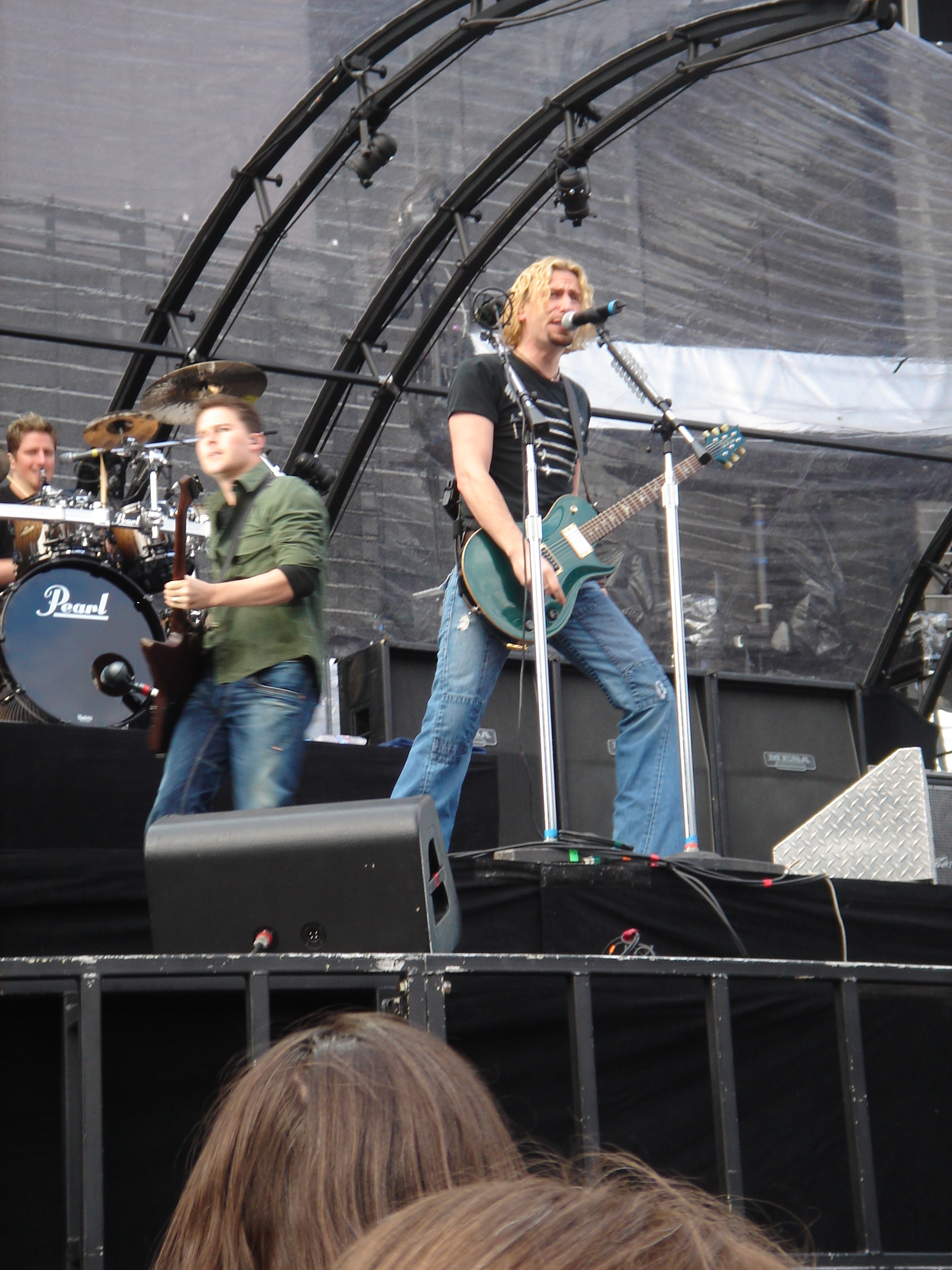
Chad Kroeger, Ryan Peake oraz Daniel Adair podczas koncertu w 2006 roku
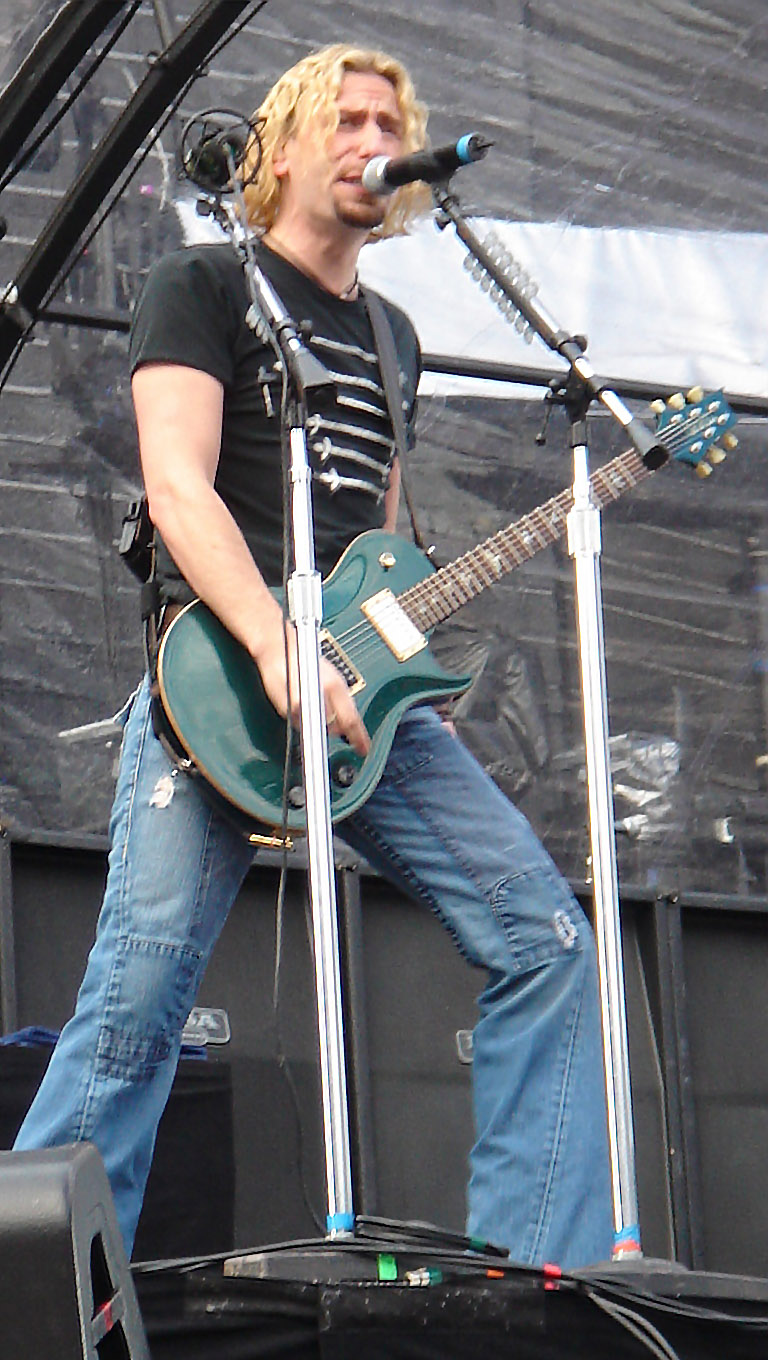
Chad Kroeger w Dublinie, 2006 rok
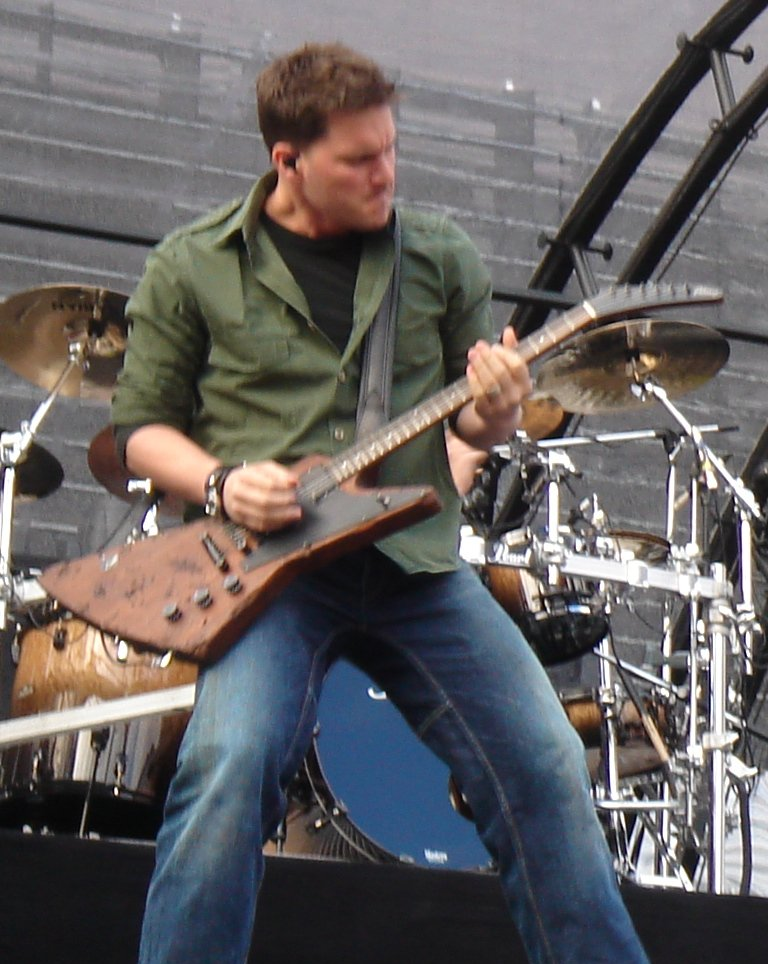
Ryan Peake podczas koncertu, 2006 rok